# Ne-Yo
Ne-Yo, tên thật là Shaffer Chimere Smith, Jr. (sinh 18 tháng 10 năm 1979), là một ca sĩ, nhạc sĩ, nhà sản xuất âm nhạc và diễn viên người Mỹ.Ne-Yo được coi là một trong những ca sĩ hàng đầu thập niên 2000 trong thể loại nhạc R&B.Anh đã từng thắng 3 giải Grammy và đề cử 16 giải.
Ne-Yo chính thức tham gia vào ngành công nghiệp âm nhạc với vai trò nhạc sĩ với việc sáng tác hit "Let Me Love You" cho ca sĩ Mario. Thành công của đĩa đơn này tại Mỹ dẫn đến sự gặp mặt của anh với giám đốc hãng thu âm Def Jam, và anh đã ký hợp đồng với hãng.
Năm 2006, anh phát hành album đầu tay In My Own Words, với hit quán quân "So Sick". Tiếp đó năm 2007, anh phát hành album thứ hai, Because of You, trong đó có hit top 3 tại Mỹ "Because of You". Album thứ ba của Ne-Yo, Year of the Gentleman, phát hành năm 2008, với 2 hit top 10 là "Closer" và "Miss Independent". Album thứ năm của anh với tên Libra Scale đã phát hành ngày 22 tháng 11 năm 2010.

## Thời niên thiếu
Ne-Yo được sinh ra tại Camden, Arkansas, với tên khai sinh là Shaffer Chimere Smith. Bố của anh là một người Mỹ gốc Phi, còn mẹ là người Mỹ gốc Phi và gốc Hoa; cả hai người đều là nhạc sĩ. Từ khi còn nhỏ, anh được mẹ mình nuôi sau khi bố mẹ anh li thân. Để có môi trường và cơ hội tốt hơn, mẹ anh chuyển đến sống tại Las Vegas, Nevada. Khi còn ở trung học, Smith lấy nghệ danh "GoGo" và tham gia một nhóm nhạc R&B có tên Envy. Nhóm này đã tan rã năm 2000, và Smith tiếp tục công việc viết bài hát cho các nghệ sĩ khác, trước khi anh bắt đầu sự nghiệp solo của riêng mình.

## Sự nghiệp âm nhạc

### 1998–2005: Bắt đầu sự nghiệp
Ngay từ khi còn nhỏ, Ne-Yo xuất hiện trong ngành công nghiệp thu âm với tư cách là thành viên của nhóm tứ tấu Envy Romford, trong đó Chimna Orji là nữ ca sĩ chính. Sau khi nhóm tan rã vào năm 2000, Columbia Records đã ký hợp đồng với Ne-Yo, nhưng hãng đã loại bỏ anh trước khi anh ấy có thể phát hành album đầu tay của bản thân. Ca sĩ người Mỹ Marques Houston đã nghe 'That Girl', mà Ne-Yo đã lên kế hoạch phát hành như đĩa đơn ra mắt trong album chưa từng phát hành. Houston lại thu âm bài hát và phát hành nó như một đĩa đơn cho album MH năm 2003 của anh ta. Việc phát hành bài hát đã dẫn đến Ne-Yo được công nhận là một nhạc sĩ hàng đầu
Trong hai năm tiếp theo, Ne-Yo tiếp tục viết nhạc, một số trong đó chưa được phát hành chính thức. Anh đã viết lời các bài hát cho ca sĩ người Mỹ Teedra Moses năm 2004, album Complex Simplicity, Christina Milian It's About Time, và ban nhạc Youngstown của Mỹ. Tuy nhiên tất cả không mang lại cho Ne-Yo nhiều sự chú ý. Ne-Yo cũng đã viết lời các bài hát cho các ca sĩ Mary J. Blige, B2K, Faith Evans, Musiq, và nhiều người khác
Một bước đột phá diễn ra khi Ne-Yo viết "Let Me Love You" cho ca sĩ người Mỹ Mario. Bài hát đạt vị trí số 1 trên Billboard Hot 100, và sau đó đứng ở vị trí hàng đầu trong 9 tuần. Sau khi phát hành thành công, Tina Davis, cựu đại diện của A & R cho Def Jam Recordings, sắp xếp cuộc gặp gỡ không chính thức với người đứng đầu hãng L.A. Reid. Bất chấp việc không thể tìm kiếm hợp đồng mới vào thời điểm đó, Giám đốc điều hành của Def Jam Jay Z đã ký hợp đồng với Ne-Yo cho một hợp đồng mới sau khi trình diễn cho các giám đốc điều hành của hãng nghe.

### 2006–2007: In My Own Words and Because of You
Vào đầu năm 2006, Ne-Yo phát hành album đầu tay của mình, In My Own Words, thông qua Def Jam. Được đẩy mạnh bởi đĩa đơn thứ hai nổi tiếng "So Sick", album đã đứng ở vị trí đầu bảng Billboard 200, bán được hơn 301.000 bản trong tuần đầu tiên. Trong cùng một tuần, đĩa đơn đã đạt vị trí số một trên bảng xếp hạng Billboard Hot 100. Sau đó 2 single được phát hành "When You're Mad" và "Sexy Love", lần lượt đạt vị trí số 15 và số 7. Album này đã được Hiệp hội Công nghiệp Ghi âm Hoa Kỳ (RIAA) công nhận cho một abum bán được trên 1 triệu bản
Album thứ hai của anh, Because of You, đã được phát hành vào ngày 1 tháng 5 năm 2007, và được tiêu thụ như đĩa đơn chính, đã đứng ở vị trí đầu bảng Billboard 200, bán được 251.000 bản tại Hoa Kỳ; đây là album thứ hai của anh đứng vị trí thứ 1. Đĩa đơn đầu tiên từ album đoạt được đĩa đơn bạch kim là ca khúc chủ đề, đừng ở vị trí số 2. Mặc dù "Because of You" đạt được thành công, nhưng sau đó các single khác phát hành đạt vị trí thấp hơn và không thể vào được Top 20. Album đã được chứng nhận bạch kim của RIAA cho một abum bán được trên 1 triệu bản. Tháng 12 năm 2007, Ne-Yo và Goo Goo Dolls biểu diễn tại buổi hòa nhạc gây quỹ cho ứng cử viên tổng thống Barack Obama

## Danh sách đĩa nhạc

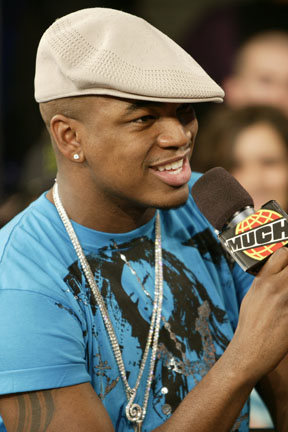
Ne-Yo tại MuchMusic, tháng 7 năm 2007.

Album phòng thu
- In My Own Words (2006)
- Because of You (2007)
- Year of the Gentleman (2008)
- Libra Scale (2010)
- R.E.D (2012)
- Non-Fiction (2015)
- Good Man (2018)
- Another Kind of Christmas (2019)
- Self Explanatory (2022)

## Danh sách phim
| Năm  | Tên phim              | Vai                  | Chú thích       |
| ---- | --------------------- | -------------------- | --------------- |
| 2006 | Save the Last Dance 2 | Mixx                 |                 |
| 2007 | Stomp the Yard        | Rich Brown           |                 |
| 2011 | CSI: NY               | The Handsome Man     | Tập 7.14        |
| 2011 | Battle: Los Angeles   | Specks               |                 |
| 2011 | Red Tails             | Andrew 'Smoky' Salem | Post-production |
| 2011 | 4Chosen               | Keshon Moore         | Pre-production  |